# Ożanka czosnkowa
Ożanka czosnkowa (Teucrium scordium L.) – gatunek rośliny z rodziny jasnotowatych (Lamiaceae). Obszar zwartego zasięgu obejmuje Afrykę Północną (Maroko, Tunezja, Etiopia), niemal całą Europę oraz znaczną część Azji (Azja Zachodnia, Syberia, Chiny, Pakistan, Kazachstan). W Polsce średnio pospolity. Rośnie na nizinach.

## Morfologia

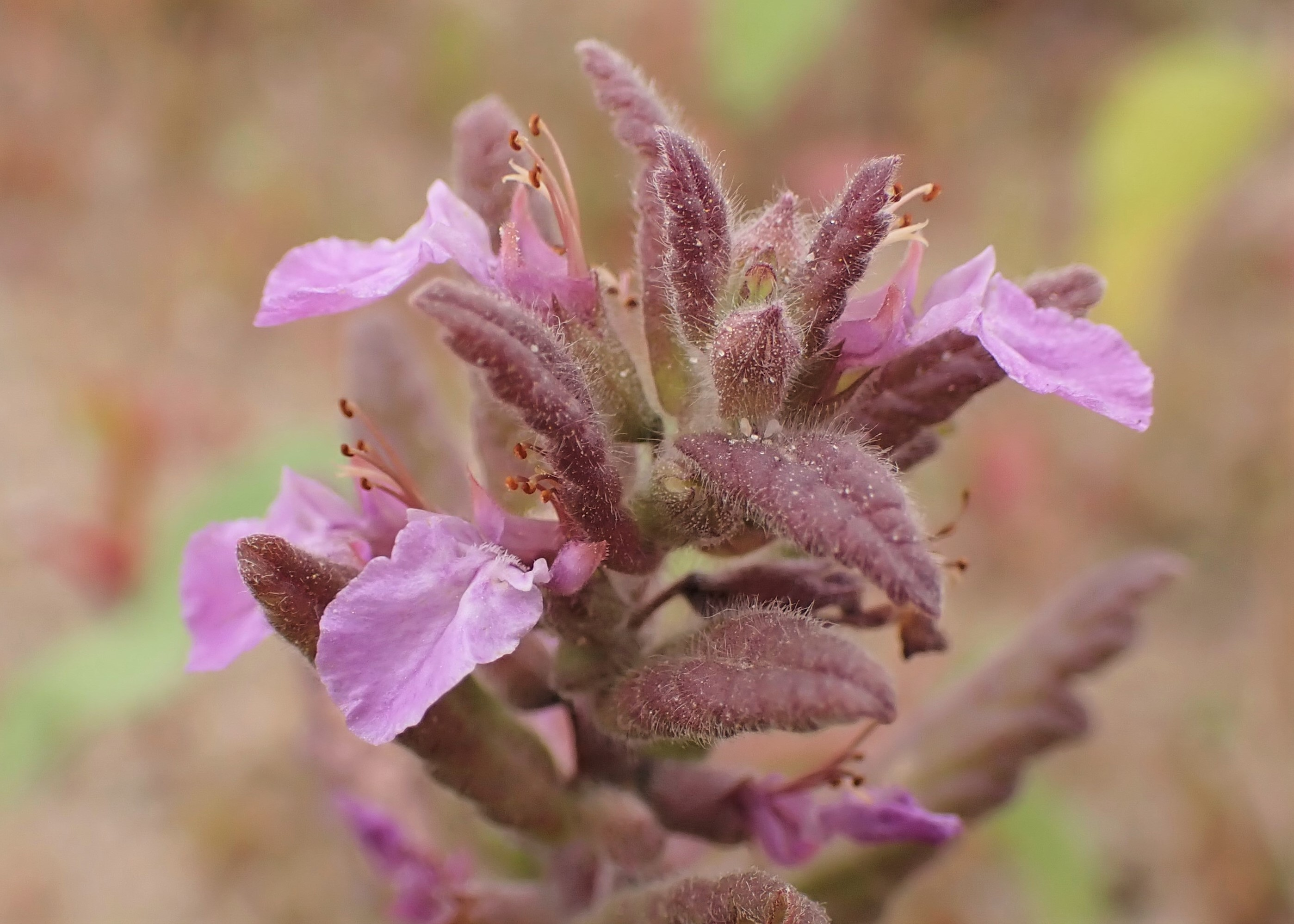
Kwiaty

ŁodygaOwłosiona, do 70 cm wysokości.
LiściePodługowate, tępe, karbowane lub ząbkowane, siedzące, w nasadzie obejmujące łodygę.
KwiatyGrzbieciste, zebrane w 2-6-kwiatowe, oddalone od siebie nibyokółki. Przysadki dłuższe od kwiatów. Kielich dzwonkowaty, owłosiony. Ząbki kielicha jednakowe, kończyste. Korona kwiatu pozornie jednowargowa, jasnopurpurowa, długości 8-10 mm.
OwocRozłupnia; rozłupki siatkowato dołkowane, długości około 1 mm.

## Biologia i ekologia
Bylina, hemikryptofit. Rośnie na podmokłych łąkach i w rowach. Kwitnie w lipcu i sierpniu. 

## Zmienność
Gatunek zróżnicowany na 4 podgatunki:
- Teucrium scordium subsp. glabrescens (Murata) Rech.f. - występuje w Afganistanie i Pakistanie
- Teucrium scordium subsp. scordioides (Schreb.) Arcang. - rośnie od północno-zachodniej Afryki i południowo-wschodniej Europy na zachodzie po Chiny na wschodzie
- Teucrium scordium subsp. scordium - występuje od środkowej Europy na zachodzie po Chiny na wschodzie
- Teucrium scordium subsp. serratum (Benth.) Rech.f. - rośnie w Afganistanie, Iranie, Pakistanie i Himalajach

## Zagrożenia
Roślina umieszczona na Czerwonej liście roślin i grzybów Polski (2006) w grupie gatunków narażonych na wymarcie (kategoria zagrożenia: V). W wydaniu z 2016 roku otrzymała kategorię NT (bliski zagrożenia).